# 安妮·沃纳
安妮·沃纳（英語：Anne Warner，1954年8月24日—），美国前女子赛艇运动员。她曾代表美国参加1976年夏季奥林匹克运动会赛艇比赛，获得女子八人单桨有舵手铜牌。